# 重庆市总工会
重庆市总工会是重庆市地方工会和产业工会的领导机关，受中国共产党重庆市委员会和中华全国总工会领导。